# Casa Frank J. Hecox
La Casa Frank J. Hecox, también conocida como la Casa de los Siete Tejados, es una casa unifamiliar ubicada en 3720 West Grand River Avenue cerca de la ciudad de Howell, en el estado de Míchigan (Estados Unidos). Fue incluido en el Registro Nacional de Lugares Históricos en 1994. Es un raro ejemplo de arquitectura del Segundo Imperio en la región.

## Historia
Se sabe muy poco de Frank J. Hecox y su esposa Ada, salvo que eran agricultores. En 1886, la pareja compró la finca de 76 acres en la que se encuentra esta casa. Es probable que la finca en ese momento tuviera una casa ubicada en el sitio de la casa actual. 
En 1887, Hecox construyó esta nueva casa. También se desconoce cuánto tiempo viven los Hecoxes en la granja, aunque es probable que permanecieran hasta finales de los años 1890. Ciertamente, para 1900 la granja se alquilaba, y en 1907 Ada Hecox, que entonces vivía en San José, California, vendió la granja. 
La granja siguió siendo una propiedad de alquiler hasta 1922, cuando fue comprada por Fred A. y Cora A. Smith. Fred y Cora Smith murieron en los años 1950, y la granja pasó a su familia, que finalmente se vendió a principios de los años 1970.

## Descripción
La Casa Frank J. Hecox es una casa de ladrillo de dos pisos del Segundo Imperio en un sótano elevado. Tiene un techo abuhardillado revestido de metal con siete frontones, uno en el frente y tres en cada lado. La elevación frontal ha emparejado ventanas de estilo italiano arqueadas debajo del hastial empinado. La entrada de doble puerta está protegida por un porche de madera. Otro porche está al costado. Las ventanas son unidades de hoja doble uno sobre uno con tapas de arco segmentadas de estilo italiano y bordes simples. Una adición de porche cerrado está en la parte trasera.
En el interior, el primer piso contiene un hall de entrada, una sala de estar, una gran sala de recepción, dos dormitorios, un comedor y la cocina original con alacenas empotradas. Una chimenea de esquina de hierro fundido se encuentra en el salón. Una gran escalera delantera abierta y una escalera trasera cerrada más pequeña conducen al piso superior. El piso superior contiene dos dormitorios traseros, dos dormitorios delanteros y un baño. Un sótano de ladrillo completo está dividido en varias habitaciones.